# L'occhio di Giuda
L'occhio di Giuda (titolo originale The Judas Window), è un romanzo poliziesco scritto da John Dickson Carr sotto lo pseudonimo di Carter Dickson. È il settimo della serie di romanzi che ha come protagonista Sir Henry Merrivale, alias H.M. - detto il Vecchio.

## Trama
Quando Jim Answell si presenta in una nebbiosa sera londinese in casa del futuro suocero per chiedere la mano di sua figlia, è comprensibilmente nervoso. Avory Hume, il padre della sua fidanzata Mary, è un uomo notoriamente scorbutico. Ma in fin dei conti, Jim sa di essere un buon partito: è ricco e di buona famiglia, non c'è ragione perché Hume non acconsenta al matrimonio. E infatti Jim viene accolto con sufficiente cordialità, anche se non con entusiasmo; il suo ospite lo fa accomodare nel suo studio e gli offre un whisky. Ma, nel bel mezzo di una frase, Hume all'improvviso sbotta: "Che le succede? È impazzito?" Queste sono le ultime parole che Jim ricorda prima di cadere a terra svenuto, drogato da qualcosa che è stato messo nel suo bicchiere. Quando rinviene, si ritrova in una situazione da incubo. Hume giace morto sul pavimento. Una freccia da tiro con l'arco, strappata da un trofeo sulla parete, gli è stata conficcata nel petto; la porta e le finestre sono sprangate dall'interno e qualcuno sta bussando alla porta. Jim è solo in una stanza chiusa a chiave con un cadavere, non c'è traccia del whisky drogato, le sue impronte digitali sono sull'asta della freccia. La conclusione della polizia è ovvia; il colpevole è lui. Ora si trova in prigione, in attesa del processo, e nessun avvocato crede alle sue proteste di innocenza. Nessuno, cioè, tranne Sir Henry Merrivale, il Vecchio, che accetta il caso e, sebbene non discuta una causa in tribunale da vent'anni, si impegna a dimostrare l'innocenza di Jim Answell e a smascherare il vero assassino di Avory Hume.

## Personaggi principali
- James Answell - un giovane nei guai
- Avory Hume - direttore di banca in pensione
- Mary Hume - sua figlia
- Dottor Spencer Hume - suo fratello
- Amelia Jordan - governante di casa Hume
- Herbert Dyer - maggiordomo di casa Hume
- George Shanks - factotum
- Randolph Fleming - amico di Avory Hume
- Capitano Reginald Answell - cugino di James Answell
- Horace Grabell - portiere
- Dottor Philip Stocking - medico legale
- Harry Mottram - ispettore di Scotland Yard
- Sir Walter Storm - pubblico ministero
- Balmy Rankin - giudice dell'Old Bailey
- Sir Henry Merrivale - il Vecchio
- Ken Blake - avvocato e amico di H.M.
- Evelyn Blake - sua moglie

## Critica
In un sondaggio effettuato nel 1981 tra gli iscritti della prestigiosa associazione Mystery Writers of America, che riunisce i migliori scrittori di polizieschi degli Stati Uniti, il romanzo venne votato al quinto posto in una classifica dei migliori enigmi di sempre della camera chiusa, vinta da Le tre bare dello stesso Carr.

## Opere derivate
Il romanzo fu adattato per un episodio della serie televisiva Detective, andato in onda nel Regno Unito nel 1964 e diretto da Edgar Wreford. Il ruolo di Sir Henry Merrivale era interpretato da David Horne.
In Italia, nel 1982, la Rai ha mandato in onda uno sceneggiato diretto da Paolo Poeti, dal titolo L'occhio di Giuda, tratto dal romanzo. Il ruolo di sir Henry Merrivale era interpretato da Adolfo Celi. Del cast facevano parte anche altri attori noti, come Daniela Poggi e Gianni Garko.
La BBC Home Service ha prodotto nel 1957 un adattamento radiofonico per la serie "Connoisseurs of Crime", con Norman Shelley nel ruolo di Sir Henry Merrivale.

## Edizioni italiane
- L'occhio di Giuda, traduzione di Arnaldo Sole, Collana Il Giallo Mondadori n.1322, Milano, Mondadori, giugno 1974.
- L'occhio di Giuda, Collana Oscar Gialli n. 1531, Milano, Mondadori, 1985,  p. 205.
- L'occhio di Giuda, traduzione di Mauro Boncompagni, Collana I Classici del Giallo n.655, Milano, Mondadori, 1992. - Collana I Classici de Il Giallo Mondadori n.1395, 2017.